# U–1 (második világháborús tengeralattjáró)
Az U–1-es német tengeralattjárót 1935. június 29-én bocsátották vízre Kielben. A búvárhajó volt az első német tengeralattjáró, amelyet az első világháború után építettek. 1940. április 6-án egy brit aknamezőn pusztult el. Pályafutása során nem süllyesztett el hajót.

## Története
A második világháborúban két járőrszolgálatot teljesített. 1940. április 6-án az Északi-tengeren, Terschellingtől északra süllyedt el, amikor  a 7-es számú brit aknamezőre futott, és felrobbant. A fedélzeten tartózkodó 24 ember meghalt. Az aknamezőt március 3-án telepítette négy brit romboló,  az HMS Express, az HMS Esk, az HMS Icarus és az HMS Impulsive.
A tengeralattjáró roncsára 2007 júniusában bukkantak búvárok. Légvédelmi fegyverét kiemelték, és megerősítették, hogy a búvárhajót közvetlen aknatalálat érte, ugyanis a robbanás megrongálta a teljes hátsó részt.

## Kapitányok
| Név               | Kezdőnap          | Zárónap              |
| ----------------- | ----------------- | -------------------- |
| Klaus Ewerth      | 1935. június 29.  | 1936. szeptember 30. |
| Alexander Gelhaar | 1936. október 1.  | 1938. február 2.     |
| Jürgen Deecke     | 1938. október 29. | 1940. április 6.     |

## Őrjáratok
| Indulás       | Indulónap         | Érkezés       | Zárónap           |
| ------------- | ----------------- | ------------- | ----------------- |
| Kiel          | 1940. március 15. | Wilhelmshaven | 1940. március 29. |
| Wilhelmshaven | 1940. április 4.  | *             | 1940. április 6.  |

* A tengeralattjáró nem érte el úti célját, megsemmisült